# Chrášťany (České Budějovice-i járás)
Chrášťany település Csehországban, a České Budějovice-i járásban. Chrášťany Albrechtice nad Vltavou, Všemyslice, Týn nad Vltavou, Dražíč, Hosty és Bechyně településekkel határos. Lakosainak száma 734 fő (2024. január 1.).

## Népesség
A település lakosságának változását az alábbi diagram mutatja:
| Lakosok száma | 1780 | 1646 | 1574 | 1092 | 828  | 700  | 725  | 719  | 733  | 734  |
|               | 1869 | 1890 | 1921 | 1950 | 1980 | 2001 | 2017 | 2019 | 2022 | 2024 |